# جاستین داف
جاستین داف (انگلیسی: Justin Duff) (متولد ۱۰ مه ۱۹۸۸ در وینیپگ) بازیکن والیبال اهل کانادا ، عضو تیم ملی والیبال کانادا و انتقال باشگاه ترانسفر بیدگوشچ است. دو مدال برنز قهرمانی نورسکا ۲۰۱۱ و ۲۰۱۳ دست‌ آورد وی در ترکیب تیم ملی کانادا است.